# Корнер, Джованни II
Джованни II Корнер или Корнаро (итал. Giovanni II Corner, Cornaro; 4 августа 1647, Венеция — 12 августа 1722, там же) — 111-й венецианский дож, четвёртый (последний) по счёту из знатного венецианского рода Корнаро, избран на должность 22 мая 1709 года. Его прадедом был дож Джованни I Корнер (1625-1629).
Джованни II Корнер является выдающимся политическим деятелем Венецианской республики. Он правил в течение 13 лет: при нём в 1714 году началась последняя война с турками, которая закончилась Пожаревацким миром 1718 года (во время переговоров отличился будущий дож Карло Руццини). После этого, в Венеции снова воцарился мир, однако республика начала постепенно приходить в упадок и пала в 1797 году.

## Биография
Джованни был сыном Федерико Корнера (Корнаро) и Корнелии Контарини.
Джованни, выходец из влиятельной и богатой семьи, женился на своей родственнице Лауре Корнер, увеличив этим своё состояние. Благодаря политическому и религиозному влиянию (многие его родственники были епископами), он мог проводить политическую карьеру в Большом совете. Он достаточно легко продвигался по службе благодаря поддержке своей семьи, и это позволило ему сделать быструю и успешную карьеру.

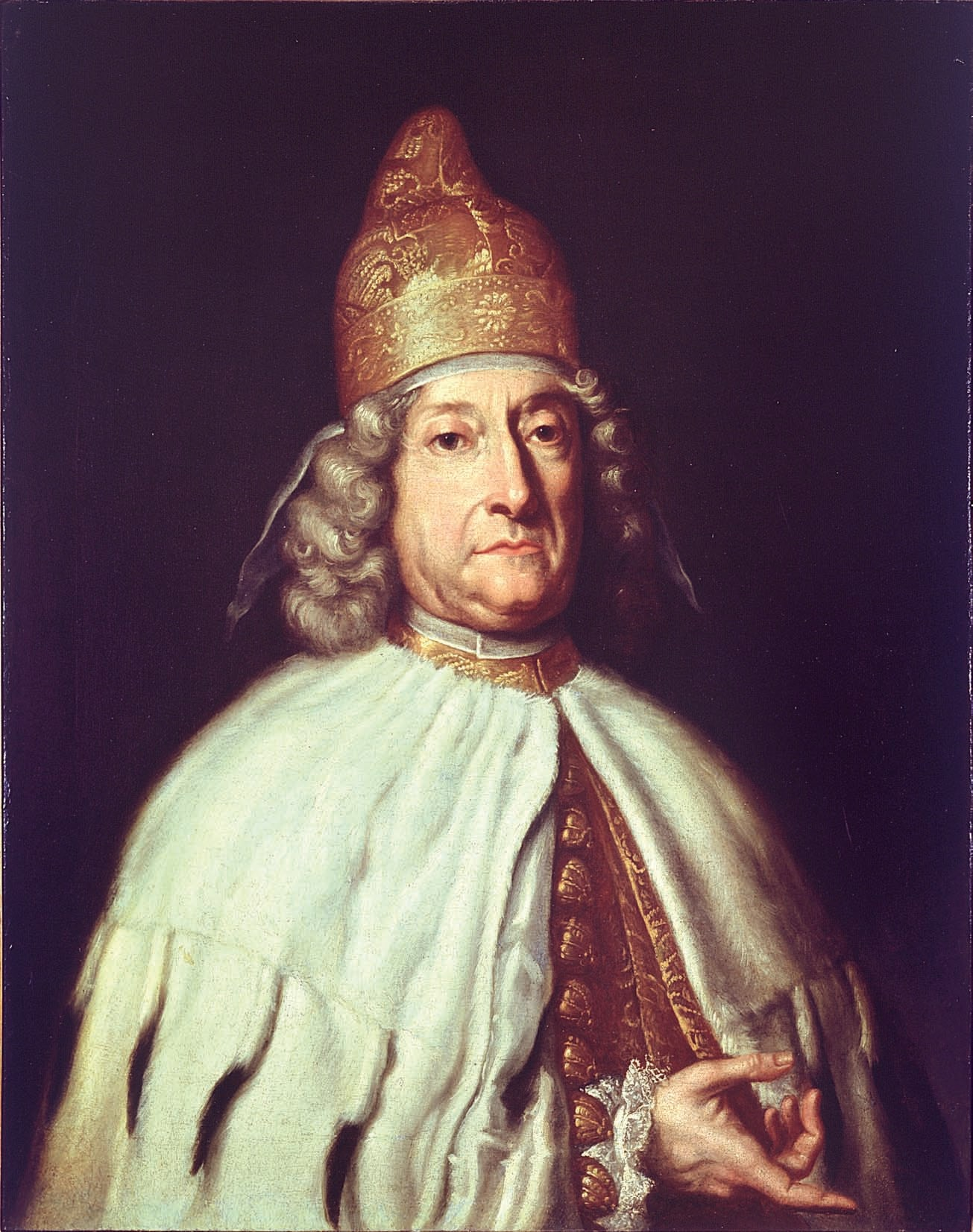

## Правление
Благодаря своим связям, 22 мая 1709 года, после смерти дожа Альвизе II Мочениго, у Джованни получилось выиграть первый тур выборов, получив 40 голосов и 41, и стать дожем. В XVIII веке часто случалось именно так: человек занимал пост дожа не благодаря своим заслугам, а из-за подкупности избирателей.
В 1714 году, несмотря на нежелание Венеции вступать в шедшие в то время в Европе кровопролитные войны, республика была вынуждена снова противостоять Османской империи, пытавшейся проникнуть в Адриатику.
Война, к которой Венеция не была готова ни с политической, ни с военной стороны, сразу же поставила её в трудное положение, и вскоре пали Пелопоннес и некоторые другие важнейшие пункты торговли восточного Средиземноморья. Единственным крупным успехом венецианцев стали защита острова Корфу (1715) и блокирование турецкого наступления в южной Далмации.
Подписав Пожаревацкий мир в 1718 году, Венецианская республика превратилась в маргинального игрока на мировой арене. Тогда и начался её упадок, закончившийся падением республики в 1797 году.
Во время своего правления, Корнер пытался стабилизировать венецианскую экономику, испытывавшую всё больший дефицит, но без большого успеха.
Джованни II Корнер умер 12 августа 1722 года и был погребён в семейной часовне в церкви Сан-Николо да Толентини.
После смерти мужа, его жена Лаура удалилась в монастырь. В мае 1729 года она умерла.

## Интересные факты
- Джованни II Корнер был первым дожем, носившим парик[1].